# Hugonia costata
Hugonia costata är en linväxtart som beskrevs av Friedrich Anton Wilhelm Miquel. Hugonia costata ingår i släktet Hugonia och familjen linväxter. Inga underarter finns listade i Catalogue of Life.